# Teufenthal
Pour l’article ayant un titre homophone, voir Teuffenthal.
Teufenthal est une commune suisse du canton d'Argovie, située dans le district de Kulm.

Vue aérienne (1969).